# Kavring

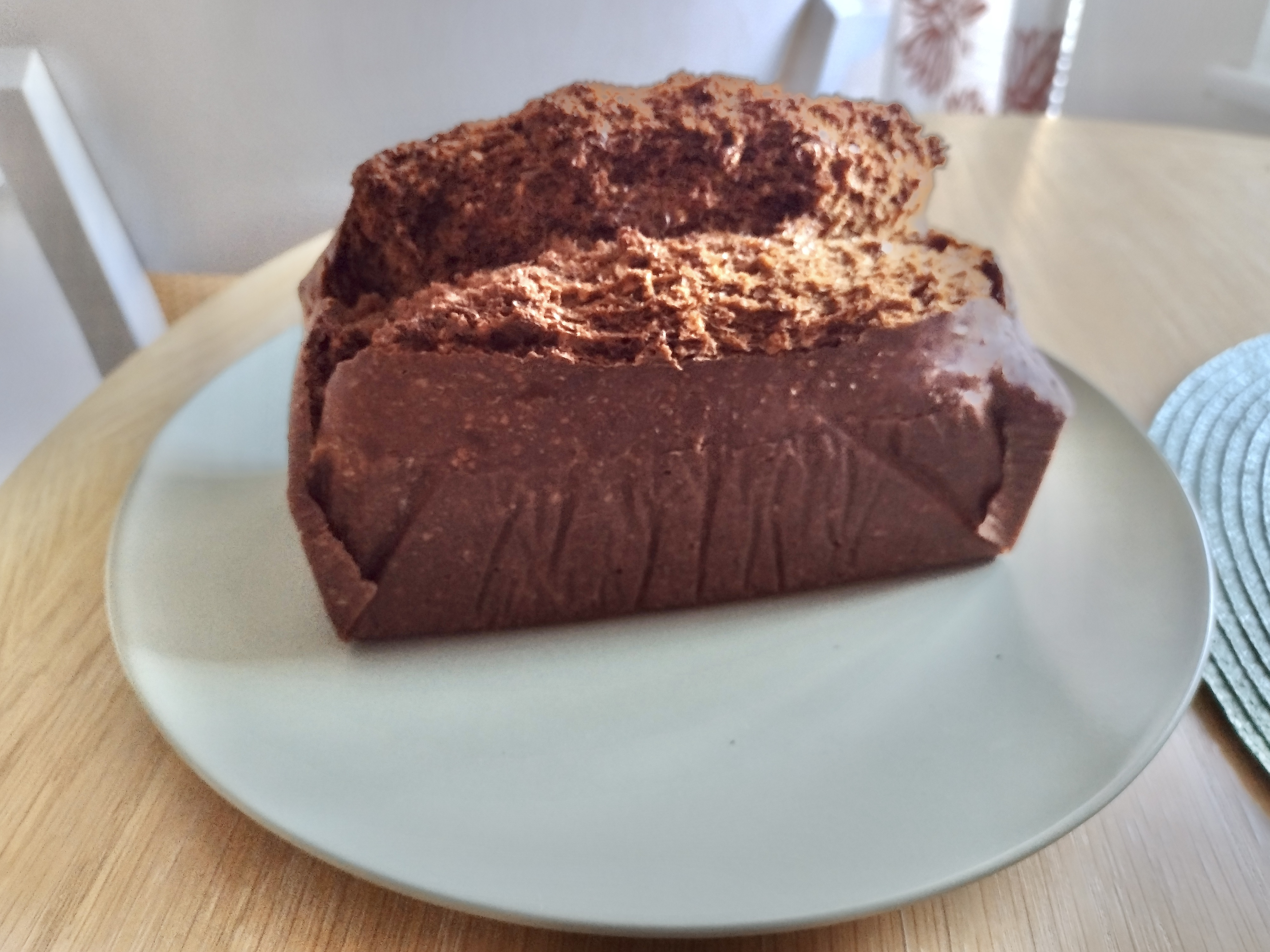
Svensk kavring på en tallrik.

Kavring är ett mörkt och sött bröd, ursprungligen från Skåne. Tidigare även bullar av samma deg. Namnet kommer troligen från Danmark, men kavring har bakats i speciellt södra och västra Sverige åtminstone sedan slutet av medeltiden.
Kavring bakas vanligen på  rågsikt, det vill säga en blandning av rågmjöl och vetemjöl, men tidigare bakades brödet även med kornmjöl och potatis.
Dessutom används ofta filmjölk. Den söta smaken kommer av mörk sirap. Det används ofta någon brödkrydda, till exempel kummin, anis eller pomerans.
Numera används ordet även om andra typer av sirapssötade och kryddade rågbröd. På norska betyder dock kavring skorpa.
Kavring bakas, säljs och äts året runt men förknippas av många framförallt med julen.

## Bilder

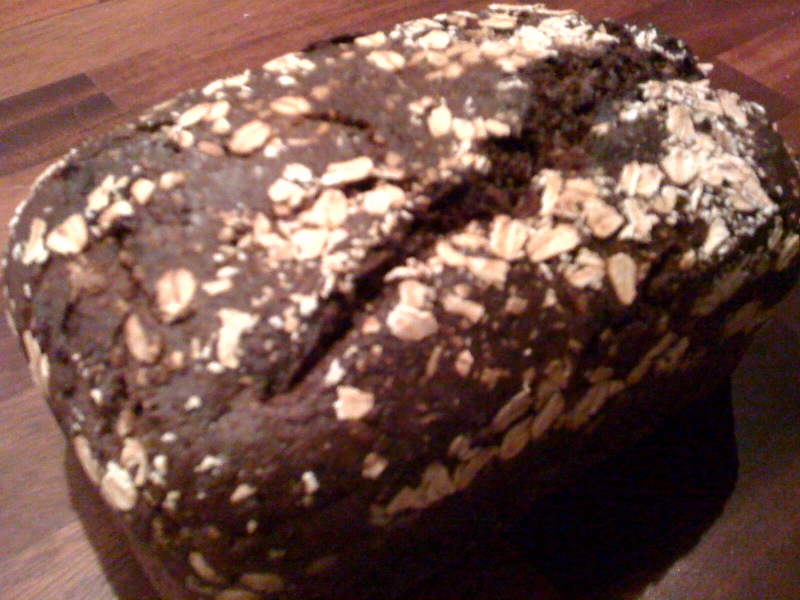
Dansk kavring.
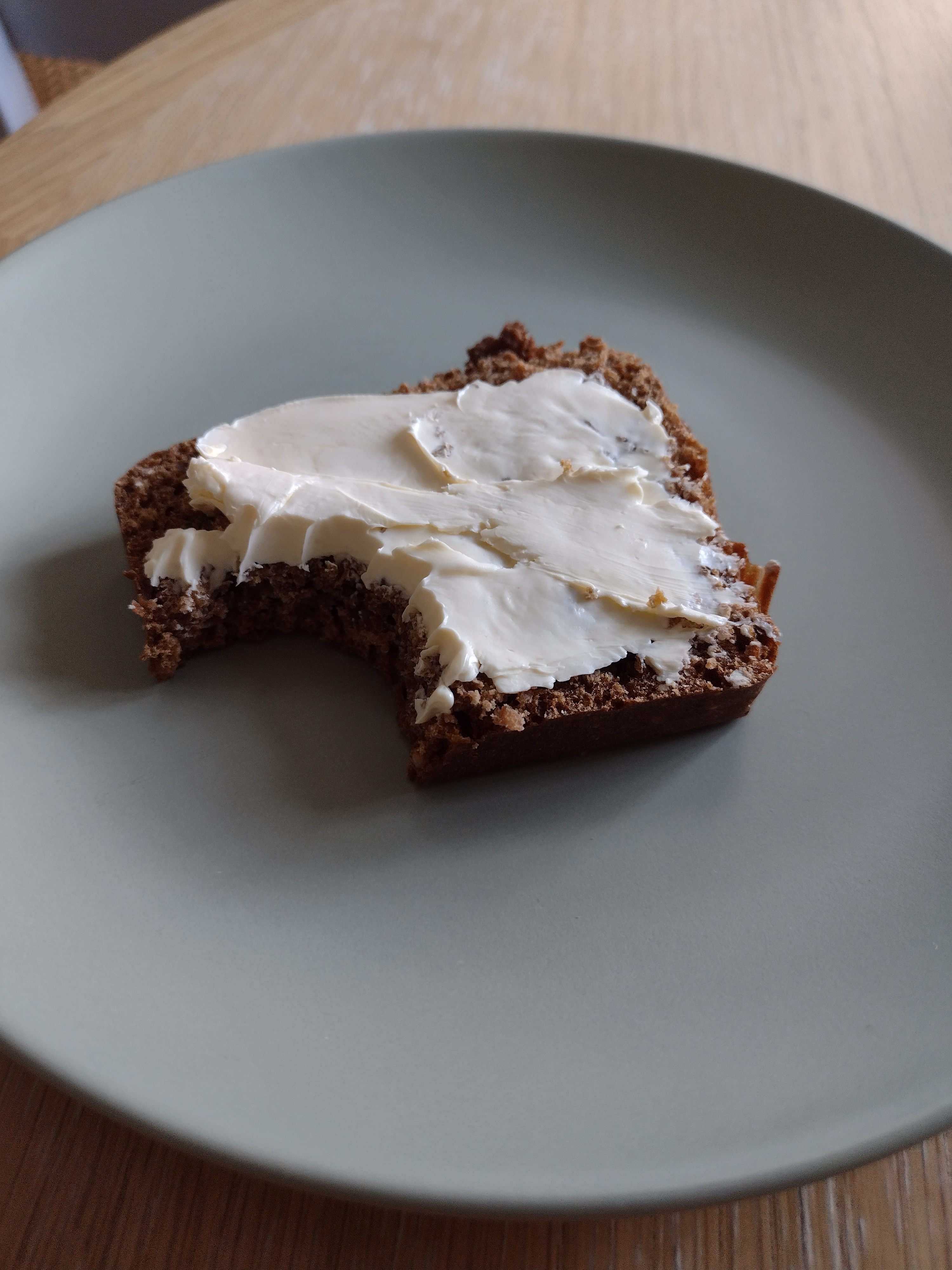
Kavring med margarin.